# 毛利彰
毛利彰（1935年—2008年4月9日）是日本著名商业插画师。

## 人物
毛利彰出生于日本鸟取县。喜爱用铅笔和亚克力颜料作画，笔下人物生动形象，手法粗细交织，用色大胆，透出一股与众不同的历史韵味。
毛利彰首次到东京时，便开始修习石膏素描绘画技法。回到家乡后，进入鸟取市大丸株式会社宣传部工作。毛利彰在20世纪50年代二度来到东京，于1957年至1971年间担任伊势丹株式会社时尚插图画师。
1971年之后，毛利彰成为自由职业插画师，开始为一些小说、电影、广告创作封面插画与海报插画。此外，鸟取市鸟取城遗址附近的日本战国武将吉川经家的铜像也是由毛利彰担任绘图设计。1992年以后，毛利彰开始为日本图书《历史群像系列》（歴史群像シリーズ）担当封面插画，主要以表现古代武将以及战争场面的插画为主，受到广大读者的好评。
2008年4月9日，毛利彰因呼吸功能不全病逝于鸟取市医院，享年73岁。

## 经历
- 鳥取縣立鳥取西高等學校毕业。
- 从东京归来后进入鸟取大丸株式会社宣传部工作。
- 1957年-1971年担任伊势丹株式会社时尚插图画师。
- 1971年开始自由插画生涯。
- 1992年开始为学习研究社（现为学研ホールディングス）发行的《历史群像》系列创作封面插画。
- 2008年4月9日病逝。

## 获奖
- 1959年：日本宣传美术会特选。
- 1961年：ADC银奖受赏。
- 1990年：讲谈社出版文化赏兼封面画受赏。

## 作品
- 《火之鸟》精装版封面插画（手冢治虫原作、角川书店发行）
- 《天下布武～英雄们的咆哮～》游戏封面插画（1991年、GAME ARTS出品、世嘉MEGA-CD平台）
- 《毛利彰插画集》（1991年、德间书店发行、收录253幅毛利彰最具代表性的插画作品）